# خوش‌آیین کوچک

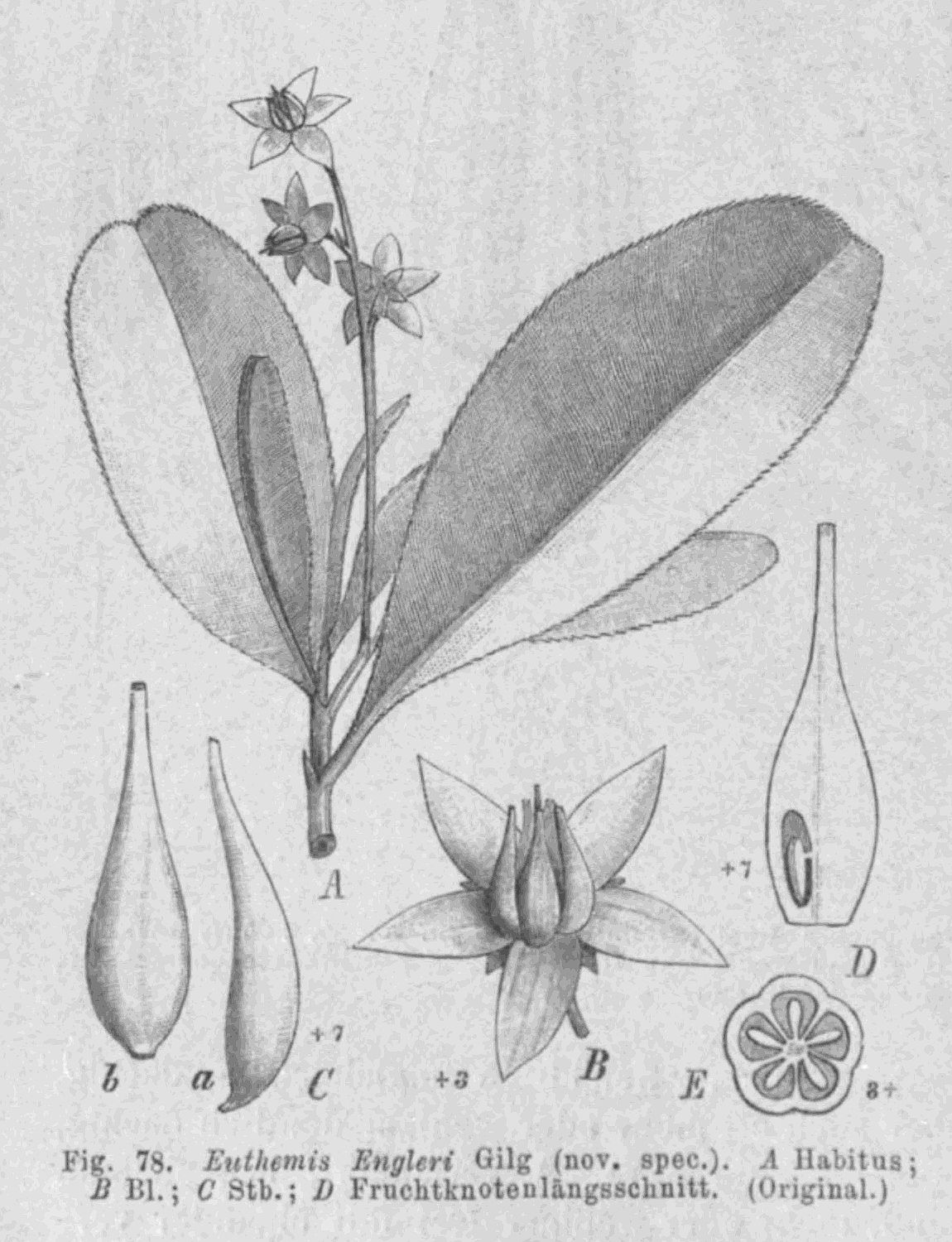
آناتومی گیاه خوش آیین کوچک

خوش‌آیین کوچک (نام علمی: Euthemis minor) نام یک گونه از سرده خوش‌آیین‌ها است.